# کارخانه ذوب مس واسکریسنسکی
کارخانه ذوب مس وِسکریسنسکی یکی از قدیمی‌ترین کارخانه‌های فلزکاری در اورال است. این کارخانه در تاریخ ۱۶ نوامبر ۱۷۴۵ آغاز به کار کرد و تا سال ۱۸۹۵ فعال بود. در روستای وِسکریسنسک همچنان دیوارهای این کارخانه حفظ شده‌اند و تونل‌های زیرزمینی نیز وجود دارند.
در سال ۲۰۲۳، این مجموعه به فهرست موقت فهرست میراث جهانی در روسیه اضافه شد.

## تاریخچه
ابتدا، کارخانه‌ای با این نام به عنوان یک کارخانه دولتی-قلعه‌ای ساخته می‌شد که توسط فرمانده ارشد اکتشافات اورنبورگ، ایوان کیریلُوف، در دهه ۱۷۳۰ میلادی در کنار رودخانه اوسولکا و در نزدیکی کوه ایواشکوا ساخته می‌شد. ساخت این کارخانه در پاییز ۱۷۳۶ آغاز شد. سد، قلعه چوبی با برج‌ها و استحکامات، و تأسیسات تولیدی ساخته شد. در ژانویه ۱۷۳۷، کیریلُوف به سنات گزارش داد که ساخت کارخانه آغاز شده است. اما در ژوئن ۱۷۳۷، در حین شورش باشکیری‌ها، تمامی ساخت‌وسازها تخریب شد.
پس از ایوان کیریلُوف، واسیلی تاتیِشِف به عنوان فرمانده ارشد اکتشافات اورنبورگ منصوب شد و ادامه ساخت‌وساز را متوقف کرد. تاتیِشِف باور داشت که معادن مس نزدیک نمی‌توانند مواد خام مورد نیاز کارخانه را تأمین کنند و همچنین انتقال کشاورزان دولتی برای پشتیبانی از کارخانه را غیرمفید می‌دانست.
در سال ۱۷۴۴، تاجر سیمبیری ایوان توردی‌شف از دفتر فرمانداری اورنبورگ کارخانه نیمه‌تمام ویران شده را دریافت کرد. او تصمیم گرفت که کارخانه جدیدی با همان نام در کنار رودخانه تور، یکی از شاخه‌های رودخانه نوگوش، در منطقه اوفای اورنبورگ، بر اساس زمین‌های خریداری‌شده از باشکیری‌ها بسازد. او کارخانه جدید را در ۱۷۵ فرسخی جنوب اوفا ساخت. شریک تجاری او در اداره کارخانه، ایوان میاسنیکُف بود.
وجود دو کارخانه با نام مشابه باعث سردرگمی در تاریخ‌نگاری آن‌ها شد.
آکادمیسین پتر سیمون پالاس کارخانه را اینگونه توصیف کرده است:
کارخانه وِسکِرسِنکی در کنار رودخانه تور قرار دارد که به رودخانه نوگوش می‌ریزد و این رودخانه وارد رودخانه بلایا می‌شود. ساختمان کارخانه که چند صد خانه مسکونی و یک کلیسا دارد، مانند تمامی کارخانه‌های اطراف آن با قلعه چوبی به شکل یک چندضلعی نامنظم و با برج‌ها و استحکامات احاطه شده است. رودخانه تور از داخل این محل پیچ‌وخم می‌کند. در بالای قلعه، یک برکه است که آب آن از طریق کانالی به طول ۷۵۰ ساژن به کارخانه منتقل می‌شود تا ماشین‌ها و سیستم‌های مختلف کارخانه را به حرکت درآورد. در کارخانه، ۷ کوره ذوب مس وجود داشت که در حال حاضر در شش کوره فعالیت صورت می‌گیرد… سنگ معدنی که در اینجا ذوب می‌شود، سنگ معدن ساده از معادن کارگالین است… و چون استخراج و حمل سنگ معدن، تهیه زغال‌سنگ و کار کارخانه عمدتاً توسط بردگان انجام می‌شود، هزینه زیادی نمی‌طلبد و در این شرایط کارخانه سود خوبی می‌دهد.
کارخانه وِسکِرسِنکی یکی از بزرگ‌ترین کارخانه‌ها در منطقه اورال بود و دارای ۷ کوره ذوب، ۳ کوره کریتسا و کوره‌های گرماکاری گارماشر، و ۲ چکش دودی بود. سد کارخانه طولی به اندازه ۲۶۶٫۷ متر و عرض پایه‌ای به اندازه ۱۰۶٫۷ متر داشت و ارتفاع آن ۳٫۲ متر بود.
با شروع شورش پوگاتِف، کارگران کارخانه یکی از اولین گروه‌ها بودند که به شورشیان پیوستند. در ۱۲ اکتبر ۱۷۷۳، کارخانه بدون مقاومت توسط پوگاتِفی‌ها اشغال شد و به یکی از مراکز شورش تبدیل شد که به تدارکات شورشیان کمک می‌کرد و اسلحه، غذا و پول تأمین می‌کرد. در ۱۵ اکتبر، ۴۰۰ نفر از کارخانه به اردوگاه پوگاتِف در نزدیکی اورنبورگ رفتند. تعداد کل شورشیان در کارخانه به ۲۳۰۰ نفر رسید. از ۸ نوامبر ۱۷۷۳ تا پایان مارس ۱۷۷۴، در کارخانه ۱۵ توپ مسی (طبق برخی منابع ۱۴ توپ) ساخته شد که به ارتش تحت فرمان پوگاتِف ارسال شد. ساخت توپ و گلوله‌ها تحت نظارت نزدیک‌ترین یاران پوگاتِف، ایوان گریازنُوف و ایوان زارُوبین، انجام می‌شد. در ۸ ژوئن ۱۷۷۴، شورشیان کارخانه را به آتش کشیدند. تولید دوباره تنها در تابستان ۱۷۷۶ از سر گرفته شد. در سال ۱۷۷۷، کارخانه ۹۵۶۲ پود مس تولید کرد. تولید مس در این دوره از ۱۷۷۶ تا ۱۷۸۰ به‌طور متوسط ۹۳۶۲ پود در سال بود. در سال‌های ۱۷۸۱ تا ۱۷۹۰، این عدد ۹۰۵۵ پود بود و در سال‌های ۱۷۹۱ تا ۱۸۰۰ به ۷۹۱۶ پود کاهش یافت. بیشترین میزان تولید در این دوره در سال ۱۷۸۴ بود که به ۱۳٬۷۷۴ پود رسید.
در سال ۱۷۹۷، کارخانه ۲ کارخانه ذوب مس با ۷ کوره ذوب، ۳ کوره کریتسا و کوره‌های گرماکاری گارماشر و ۲ چکش داشت. این کارخانه ۱۳۸ معدن مس داشت که تنها ۷ معدن از آن‌ها فعال بودند. کارخانه ۱۲۷۶ کارگر برده و کشاورز استخدام کرده بود.

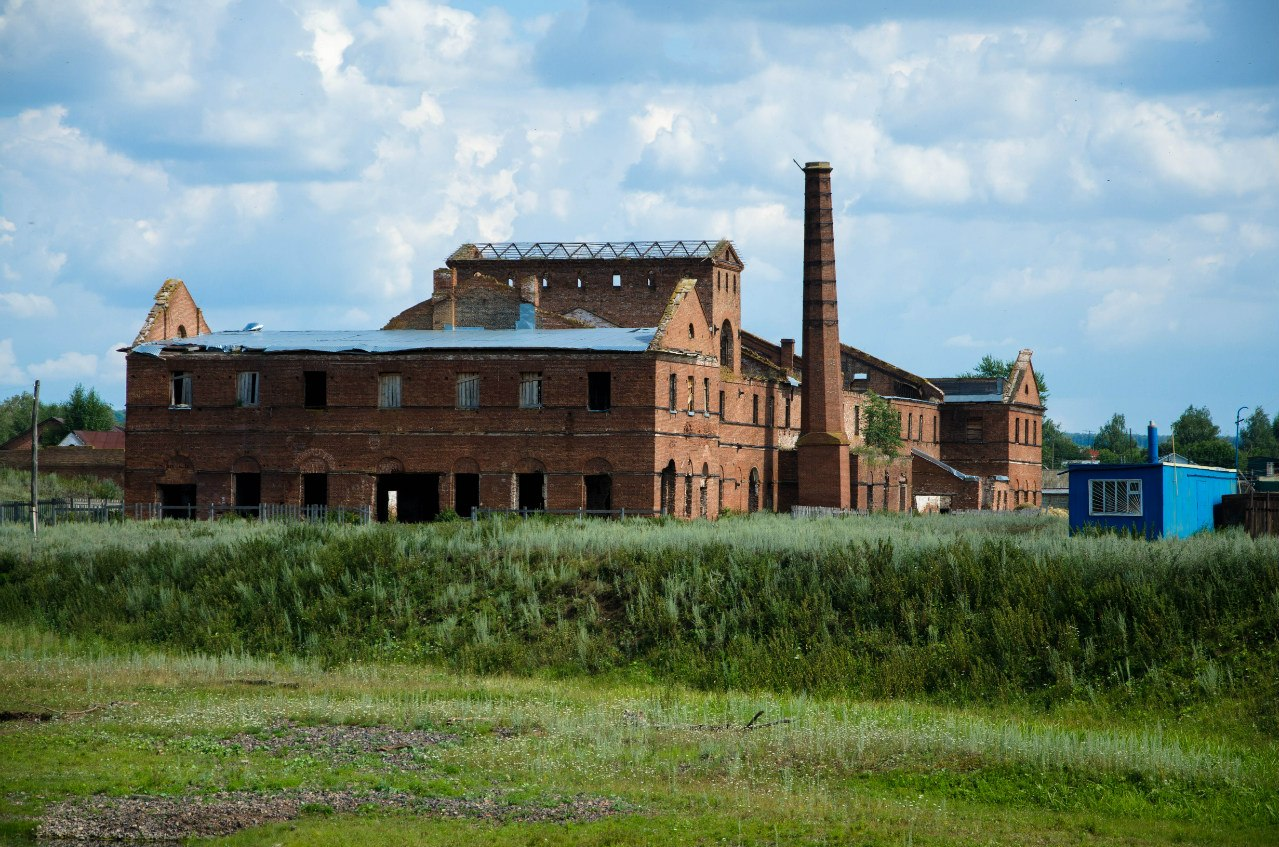
مجموعه ساختمان‌های کارخانه در سپتامبر ۲۰۱۸

در سال ۱۷۸۳ (یا طبق برخی منابع ۱۷۸۵) کارخانه به ملک یکی از دختران میاسنیکُف، د.ای. پاشکوا منتقل شد و سپس به پسرش، واسیلی پاشکُف رسید. در سال ۱۸۷۰، کارخانه به شرکت انگلیسی «پروگدن، لبک و ک °» فروخته شد و در ۱۸۹۱ دوباره به واسیلی پاشکُف منتقل گردید. در سال ۱۸۷۰، در کارخانه وِسکِرسِنکی ۳۱۴۳ نفر در ۴۲۴ خانه زندگی می‌کردند و در آنجا یک کلیسا، مدرسه، دفتر روستا و سه آسیاب آبی بر روی رودخانه تور وجود داشت.
در طول ۱۵۰ سال فعالیت، ۱٫۷ میلیون پود مس خالص تولید شد و حداکثر ظرفیت تولید سالانه کارخانه به ۱۸٬۰۰۰ پود رسید.
در سال ۱۸۹۵، تولید مس در کارخانه به دلیل تهی شدن معادن کارگالین متوقف شد. در سال ۱۸۹۶ (یا طبق برخی منابع ۱۸۹۷) کارخانه بازسازی شد و به تولید آهن چدن از سنگ‌های آهن قهوه‌ای که در ۱۰ فرسخی کارخانه پیدا شده بود، پرداخت. در این مدت (۱۸۹۶ تا ۱۹۰۲)، کارخانه ۱٫۶ میلیون پود چدن تولید کرد. به دلیل کاهش قیمت چدن در آغاز قرن بیستم، کارخانه به صرفه نبود و در نهایت بسته شد.